# Église Sainte-Marie de Las Fonts
Pour les articles homonymes, voir église Sainte-Marie.
L'église Sainte-Marie de Las Fonts est une église romane située au Mas de les Fonts, à Calce, dans le département français des Pyrénées-Orientales.

## Historique
L'église est protégée par une inscription des monuments historiques depuis le 29 mars 1993 concernant certaines parties du Mas de Las Fons, dont l'église.